# Pierre Sanfourche-Laporte
Pierre Sanfourche-Laporte (Sarlat-la-Canéda, 24. ožujka 1774. – Sarlat-la-Canéda, 9. srpnja 1856.) bio je francuski pravnik. 
Njegovo glavno djelo, Le Nouveau Valin (1809.), odnosi se na Renéa Josuéa Valina i njegov komentar na Ordonnance de la Marine iz 1681. godine.
Od 1832. do 1852. godine radio je kao pravnik na kasacijskom sudu u Bruxellesu.